# Eddy Jaspers
Eddy Jaspers, né le 15 avril 1956, est un joueur de football international belge qui évoluait au poste de défenseur latéral droit. Il est surtout connu pour les dix saisons qu'il passe au KSK Beveren, remportant deux titres de champion de Belgique, deux fois la Coupe de Belgique et deux fois la Supercoupe de Belgique, soit les six principaux trophées de l'histoire du club. C'est durant cette période qu'il est appelé à trois reprises en équipe nationale belge. Il termine sa carrière en 1995.

## Carrière
Eddy Jaspers effectue sa formation au KSV Wildert jusqu'en 1974. Il rejoint alors le KSK Beveren, une équipe de première division, où il passe deux ans dans le noyau des espoirs avant d'être incorporé au noyau de l'équipe A. Il s'impose semaine après semaine dans l'équipe de base jusqu'à en devenir un titulaire indiscutable. Il est sélectionné trois fois avec les espoirs nationaux en 1977 mais ne dispute qu'une seule rencontre, le 1er juin contre la Bulgarie. En 1978, il dispute la finale de la Coupe de Belgique, remportée 2-0 face au Sporting Charleroi. C'est le premier trophée important pour le joueur et le club. Trois mois plus tard, il remporte la première édition de la Supercoupe de Belgique face au Beerschot VAC. Après ce trophée obtenu en début de saison, il participe activement à la conquête du premier titre de champion de Belgique pour Beveren en fin de saison.
Les années qui suivent sont plus difficiles et le club ne confirme pas au tournant des années 1980. Néanmoins, il remporte contre toute attente une seconde fois la Coupe de Belgique en 1983 contre le FC Bruges. Et comme cinq ans plus tôt, le club enchaîne avec une nouvelle Supercoupe de Belgique deux mois plus tard et un second titre de champion de Belgique 1984. Fort de ses performances en club, Eddy Jaspers est convoqué à trois reprises en équipe nationale durant l'année 1984. Il fait ses débuts en entrant à la mi-temps d'un match amical contre l'Argentine le 5 septembre, puis est titularisé deux fois contre la Grèce et l'Albanie durant les qualifications pour la Coupe du monde 1986. Il ne sera plus jamais appelé par la suite.
Eddy Jaspers reste encore à Beveren jusqu'en 1986. À 30 ans, il décide de relever un nouveau défi et rejoint les néo-promus du Racing Jet Bruxelles. Lorsque le club est relégué deux ans plus tard et déménage à Wavre, il est prêté pour six mois à l'Antwerp puis les six mois suivants au club néerlandais de Willem II Tilburg, sans grand succès. Il revient ensuite au club, devenu le Racing Jet Wavre, pour l'aider à remonter en Division 1. Après deux saisons moyennes conclues en milieu de classement, il rejoint durant l'été 1991 les rangs du Standaard Wetteren, un club ambitieux de Division 3. Il y joue deux saisons puis retourne à son club formateur, le KSV Wildert, qui évolue dans les séries provinciales, durant une saison, avant de partir jouer une dernière saison au SK Putte. En mai 1995, Eddy Jaspers décide de raccrocher définitivement ses crampons.

## Palmarès
- 3 fois international belge (3 sélections)
- 2 fois champion de Belgique en 1979 et 1984 avec le KSK Beveren.
- 2 fois vainqueur de la Coupe de Belgique en 1978 et 1983 avec le KSK Beveren.
- 2 fois vainqueur de la Supercoupe de Belgique en 1979 et 1984 avec le KSK Beveren.

## Statistiques
| Saison                | Club                  | Championnat           | Championnat | Championnat | Coupe(s) nationale(s) | Coupe(s) nationale(s) | Supercoupe | Supercoupe | Compétition(s) continentale(s) | Compétition(s) continentale(s) | Compétition(s) continentale(s) | Sélection        | Sélection | Sélection | Total | Total |
| Saison                | Club                  | Division              | M.          | B.          | M.                    | B.                    | M.         | B.         | Comp.                          | M.                             | B.                             | Équipe           | M.        | B.        | M.    | B.    |
| 1976-1977             | KSK Beveren           | Division 1            | 21          | 1           | -                     | -                     | 0          | 0          | -                              | 0                              | 0                              | Belgique espoirs | 1         | 0         | 22    | 1     |
| 1977-1978             | KSK Beveren           | Division 1            | 32          | 3           | -                     | -                     | 0          | 0          | -                              | 0                              | 0                              | -                | 0         | 0         | 32    | 3     |
| 1978-1979             | KSK Beveren           | Division 1            | 33          | 1           | -                     | -                     | 0          | 0          | C2                             | -                              | -                              | -                | 0         | 0         | 33    | 1     |
| 1979-1980             | KSK Beveren           | Division 1            | 27          | 1           | -                     | -                     | 1          | 0          | C1                             | 2                              | 0                              | -                | 0         | 0         | 30    | 1     |
| 1980-1981             | KSK Beveren           | Division 1            | 33          | 3           | -                     | -                     | 0          | 0          | -                              | 0                              | 0                              | -                | 0         | 0         | 33    | 3     |
| 1981-1982             | KSK Beveren           | Division 1            | 29          | 2           | -                     | -                     | 0          | 0          | -                              | 0                              | 0                              | -                | 0         | 0         | 29    | 2     |
| 1982-1983             | KSK Beveren           | Division 1            | 33          | 3           | -                     | -                     | 0          | 0          | -                              | 0                              | 0                              | -                | 0         | 0         | 33    | 3     |
| 1983-1984             | KSK Beveren           | Division 1            | 31          | 2           | -                     | -                     | 0          | 0          | C2                             | -                              | -                              | -                | 0         | 0         | 31    | 2     |
| 1984-1985             | KSK Beveren           | Division 1            | 27          | 3           | -                     | -                     | 1          | 0          | C1                             | 2                              | 0                              | Belgique         | 3         | 0         | 33    | 3     |
| 1985-1986             | KSK Beveren           | Division 1            | 18          | 0           | -                     | -                     | 0          | 0          | -                              | 0                              | 0                              | -                | 0         | 0         | 18    | 0     |
| Sous-total            | Sous-total            | Sous-total            | 284         | 19          | -                     | -                     | 2          | 0          | -                              | 20                             | 0                              | -                | 4         | 0         | 310   | 19    |
| 1986-1987             | RJ Bruxelles          | Division 1            | 30          | 1           | -                     | -                     | 0          | 0          | -                              | 0                              | 0                              | -                | 0         | 0         | 30    | 1     |
| 1987-1988             | RJ Bruxelles          | Division 1            | -           | 1           | -                     | -                     | 0          | 0          | -                              | 0                              | 0                              | -                | 0         | 0         | 0     | 1     |
| Sous-total            | Sous-total            | Sous-total            | 30          | 1           | -                     | -                     | 0          | 0          | -                              | 0                              | 0                              | -                | 0         | 0         | 30    | 1     |
| 1988-1989             | R. Antwerp FC         | Division 1            | 9           | 0           | 0                     | 0                     | 0          | 0          | -                              | 0                              | 0                              | -                | 0         | 0         | 9     | 0     |
| Sous-total            | Sous-total            | Sous-total            | 9           | 0           | 0                     | 0                     | 0          | 0          | -                              | 0                              | 0                              | -                | 0         | 0         | 9     | 0     |
| 1988-1989             | Willem II Tilburg     | Eredivisie            | 11          | 0           | -                     | -                     | 0          | 0          | -                              | 0                              | 0                              | -                | 0         | 0         | 11    | 0     |
| Sous-total            | Sous-total            | Sous-total            | 11          | 0           | -                     | -                     | 0          | 0          | -                              | 0                              | 0                              | -                | 0         | 0         | 11    | 0     |
| 1989-1990             | RJ Wavre              | Division 2            | 26          | 3           | 1                     | 0                     | 0          | 0          | -                              | 0                              | 0                              | -                | 0         | 0         | 27    | 3     |
| 1990-1991             | RJ Wavre              | Division 2            | 19          | 2           | 3                     | 0                     | 0          | 0          | -                              | 0                              | 0                              | -                | 0         | 0         | 22    | 2     |
| Sous-total            | Sous-total            | Sous-total            | 45          | 5           | 4                     | 0                     | 0          | 0          | -                              | 0                              | 0                              | -                | 0         | 0         | 49    | 5     |
| 1991-1992             | Standaard Wetteren    | Division 3            | 18          | 1           | 2                     | 0                     | 0          | 0          | -                              | 0                              | 0                              | -                | 0         | 0         | 20    | 1     |
| 1992-1993             | Standaard Wetteren    | Division 3            | 7           | 0           | 2                     | 1                     | 0          | 0          | -                              | 0                              | 0                              | -                | 0         | 0         | 9     | 1     |
| Sous-total            | Sous-total            | Sous-total            | 25          | 1           | 4                     | 1                     | 0          | 0          | -                              | 0                              | 0                              | -                | 0         | 0         | 29    | 2     |
| 1993-1994             | KSV Wildert           | prov.                 | -           | -           | -                     | -                     | 0          | 0          | -                              | 0                              | 0                              | -                | 0         | 0         | 0     | 0     |
| Sous-total            | Sous-total            | Sous-total            | -           | -           | -                     | -                     | 0          | 0          | -                              | 0                              | 0                              | -                | 0         | 0         | 0     | 0     |
| 1994-1995             | SK Putte              | prov.                 | -           | -           | -                     | -                     | 0          | 0          | -                              | 0                              | 0                              | -                | 0         | 0         | 0     | 0     |
| Sous-total            | Sous-total            | Sous-total            | -           | -           | -                     | -                     | 0          | 0          | -                              | 0                              | 0                              | -                | 0         | 0         | 0     | 0     |
| Total sur la carrière | Total sur la carrière | Total sur la carrière | 404         | 22          | 8                     | 1                     | 2          | 0          | -                              | 20                             | 0                              | -                | 4         | 0         | 438   | 23    |

## Sélections internationales
Eddy Jaspers compte trois capes en autant de sélection avec les « Diables Rouges », obtenues entre septembre et décembre 1984.
| Date       | Compétition                                   | Adversaire | Lieu      | Score | Remarque |
| ---------- | --------------------------------------------- | ---------- | --------- | ----- | -------- |
| 05/09/1984 | Match amical                                  | Argentine  | Bruxelles | 0-2   |          |
| 19/12/1984 | Qualifications Coupe du monde 1984 (Groupe 1) | Grèce      | Athènes   | 0-0   |          |
| 22/12/1984 | Qualifications Coupe du monde 1984 (Groupe 1) | Albanie    | Tirana    | 2-0   |          |